# Герье, Вильд Дональд
Вильд Дональд Герье (фр. Wilde Donald Guerrier; 31 марта 1989, Порт-а-Пиман, Гаити) — гаитянский футболист, полузащитник сборной Гаити.

## Клубная карьера
Герье начал карьеру на родине — в клубах «Вьолетт» и «Америка де Ке». Летом 2013 года он перешёл в краковскую «Вислу». 13 сентября в матче против «Пяста» он дебютировал в Экстраклассе. В этом же поединке Вильд забил свой первый гол за новую команду.
20 июля 2016 года Герье подписал 3-летний контракт с турецким клубом «Аланьяспор». 20 августа в матче против «Бешикташа» он дебютировал в турецкой Суперлиге. 26 августа в поединке против «Антальяспора» Вильд забил свой первый гол за «Аланьяспор».
Летом 2017 года Герье перешёл в азербайджанский «Карабах», подписав 2-летний контракт. 11 июля в матче квалификационного раунда Лиги чемпионом против грузинской «Самтредии» он дебютировал за новую команду. В этом же поединке Вильд забил свой первый гол за «Карабах».

## Международная карьера
2 ноября 2010 года в матче Карибского кубка против сборной Гайаны Герье дебютировал за сборную Гаити. 6 сентября 2011 года в матче отборочного турнира чемпионата мира 2014 против сборной Кюрасао он забил свой первый гол за национальную команду.
В 2013 году в составе сборной Герье принял участие в розыгрыше Золотого кубка КОНКАКАФ. На турнире он сыграл в матче против сборной Гондураса.
В 2015 году в составе сборной Вильд принял участие в розыгрыше Золотого кубка КОНКАКАФ. На турнире он сыграл в матче против сборных Гондураса, США, Панамы и Ямайки.
В 2016 году Герье попал в заявку на участие в Кубке Америки в США. На турнире он сыграл в матче против команды Перу.
Летом 2019 года Герье был вызван в сборную для участия в Золотом кубке КОНКАКАФ. В четвертьфинале против сборной Канады забил гол на 76-й минуте матча, а в итоге его сборная победила со счётом 3:2 и вышла в полуфинал.
Герье был включён в состав сборной на Золотой кубок КОНКАКАФ 2023.

### Голы за сборную Гаити
| №   | Дата            | Место                                             | Противник | Счёт | Результат | Соревнование                               |
| --- | --------------- | ------------------------------------------------- | --------- | ---- | --------- | ------------------------------------------ |
| 01. | 6 сентября 2011 | Эргилио Хато, Виллемстад, Кюрасао                 | Кюрасао   | 2:3  | 2:4       | Чемпионат мира 2014 (квалификация)         |
| 02. | 16 ноября 2013  | Сан Лайф-стэдиум, Майами, США                     | Испания   | 2:1  | 2:1       | Товарищеский матч                          |
| 03. | 10 октября 2014 | Сильвио Катор, Порт-о-Пренс, Гаити                | Барбадос  | 2:0  | 4:2       | Карибский кубок 2014 (квалификация)        |
| 04. | 14 ноября 2014  | Монтего-Бей Спортс Комплекс, Монтего-Бей, Ямайка  | Мартиника | 1:0  | 3:0       | Карибский кубок 2014                       |
| 05. | 18 ноября 2014  | Монтего-Бей Спортс Комплекс, Монтего-Бей, Ямайка  | Куба      | 2:0  | 2:1       | Карибский кубок 2014                       |
| 06. | 27 марта 2015   | Элонг Стэдиум, Чанша, Китай                       | Китай     | 1:2  | 2:2       | Товарищеский матч                          |
| 07. | 8 сентября 2015 | Сильвио Катор, Порт-о-Пренс, Гаити                | Гренада   | 1:0  | 3:0       | Чемпионат мира 2018 (квалификация)         |
| 08. | 29 мая 2016     | Марлинс-парк, Майами, США                         | Колумбия  | 3:1  | 3:1       | Товарищеский матч                          |
| 09. | 25 марта 2017   | Сильвио Катор, Порт-о-Пренс, Гаити                | Никарагуа | 2:0  | 3:1       | Золотой кубок КОНКАКАФ 2017 (квалификация) |
| 10. | 11 июня 2019    | Сентро де Альто Рендимьенто, Алахуэла, Коста-Рика | Гайана    | 0:2  | 1:3       | Товарищеский матч                          |
| 11. | 29 июня 2019    | Эн-ар-джи Стэдиум, Хьюстон, США                   | Канада    | 3:2  | 3:2       | Золотой кубок КОНКАКАФ 2019                |

## Достижения
«Карабах»
- Чемпион Азербайджана (2): 2017/18, 2018/19